# Bernard Lyot
Bernard Ferdinand Lyot, född den 27 februari 1897 i Paris, död den 2 april 1952 i Kairo, var en fransk astronom och solforskare.

## Biografi
Lyots intresse för astronomi började 1914 då han fick ett 100 mm-teleskop som dock snart uppgraderas till ett med 150 mm öppning. Han studerade ingenjörsvetenskap, fysik och kemi vid universitetet i Paris och efter examen 1918 och fram till 1929 arbetade han som demonstratör vid École Polytechnique. År 1929 disputerade han för sin doktorsexamen på en avhandling på polarisering av ljus som reflekteras på ytan av planeter.
Från 1920 till sin död arbetade han vid observatoriet Meudon och blev chefsastronom där 1943. År 1930 erhöll han titeln Joint Astronomer of the Observatory. Han hade då fått ett rykte om att vara expert på polariserat och monokromatiskt ljus. 
Under hela 1930-talet, arbetade han för att fullända den koronagraf, som han uppfann för att kunna observera solens korona utan att behöva vänta på en solförmörkelse.
År 1938 visade han en film av koronan i aktion för Internationella astronomiska unionen och året därpå valdes han in i Franska vetenskapsakademien.

## Hedersbetygelser

### Utmärkelser
För sina insatser tilldelades Lyot bland annar:
- Lalandepriset (1928
- Janssenmedaljen (1930)
- Jules Janssens pris (1932)
- Royal Astronomical Societys guldmedalj (1939)
- Howard N. Potts-medaljen (1942)
- Bruce-medaljen (1947)
- Henry Draper-medaljen av National Academy of Sciences (1951)

### Namngivningar
Lyot har hedrats genom få låna sitt namn till:
- Nedslagskratern Lyot på månen.[10]
- Nedslagskratern Lyot på planeten Mars.[11]
- Småplaneten 2452 Lyot.[12]